# Doriko 10th anniversary tribute
『doriko 10th anniversary tribute』（ドリコ・テンス・アニバーサリー・トリビュート）は、doriko feat. 初音ミクの楽曲のカバーを集めたトリビュート・アルバム。2017年8月30日、ビーイングから発売された。

## 概要
dorikoの活動10周年を記念したトリビュート・アルバム。ミニ・アルバム『君のいない世界には音も色もない』と同時発売。

## 収録曲
作詞・作曲：doriko (#ALL)
編曲：doriko (#1 - 4, 6, 7, 10)、松岡美弥子 (#5, 9)、田尻尋一 (#8)
1. ロミオとシンデレラ（小林幸子）
2. キャットフード（La PomPon）
3. 飴か夢（VALSHE）
4. あなたの願いを歌うもの（蓮花）
5. 歌に形はないけれど（松岡充（SOPHIA））
ニコニコ動画主催の大規模イベント「ニコニコ超会議」をきっかけに親交を深めたことがきっかけで参加[1][2]。
6. 文学者の恋文（みく（アンティック-珈琲店-））
7. Birthday（花たん）
dorikoと旧知の仲で、楽曲提供なども過去に行っており今トリビュートでも満を持しての参加[1]。
8. last will（ウォルピスカーター）
自身名義のアルバムにおいて、dorikoが楽曲提供をしたことがきっかけとなり、今回の参加・収録が決定した[1]。
9. letter song（藤田咲）
藤田は「初音ミク」のソフトウェアの元となる声を担当している[1][2]。
10. 君のいない世界には音も色もない（前田玲奈）
VOCALOIDトラック制作にあたり、「初音ミク」の歌唱のディレクションに、クリプトン・フューチャー・メディアとdorikoと共に参加し、歌声のモーションを提供した関係で参加[1][2]。

## 演奏
- 根津甫：Electric Guitar (1.2.3)
- 田尻尋一：Electric Guitar (4.7.8)
- 二木元太郎：Electric Guitar, Acoustic Guitar (5.9)
- 後藤康二 (ck510)：Electric Guitar, Acoustic Guitar (6)
- 秋山健介：Electric Guitar, Acoustic Guitar (10)
- ナガトメマサヒロ：Acoustic Guitar (8)
- ティッシュ姫：Bass (4.7.8.10)
- 佐野優 (アカシアオルケスタ)：Bass (5.9)
- HAZE：Drums (5.9)
- 松岡美弥子 (未来古代楽団)
  - Piano, Programming (5.9)
  - Glockenspiel (9)
- 砂守岳央 (未来古代楽団)：Programming (5.9)
- PUPI：Chorus (6)